# Ignatius Shixwameni
Ignatius Nkotongo Shixwameni (* 4. September 1966 in Utokota, Südwestafrika; † 10. November 2021 in Windhoek) war ein namibischer Politiker und bis zu seinem Tod Parteipräsident der oppositionellen All People’s Party (APP).
Shixwameni hielt einen Master of Arts der Universität von Havanna (Kuba). Seine politische Laufbahn begann er als Studentenführer der Namibia National Students Organisation (NANSO) zu Zeiten der Unabhängigkeit Namibias. Von 1987 bis 1999 gehörte Shixwameni der SWAPO-Jugendliga an und war von 1992 bis 1997 im Zentralkomitee der regierenden SWAPO. 1999 wurde er in die namibische Nationalversammlung gewählt, ehe er 2000 der Oppositionspartei Congress of Democrats beitrat.
2007 kehrte er, zusammen mit 21 weiteren Parteimitgliedern, den Kongressdemokraten den Rücken. Shixwameni gründete im darauffolgenden Jahr mit der APP seine eigene Partei.
Shixwameni trat bei den Präsidentschaftswahlen 2009, 2014 und 2019 als Kandidat an und erhielt zwischen 0,82 und 1,23 Prozent der Stimmen.
Er starb am 10. November 2021 nach einem Zusammenbruch im Tintenpalast. Shixwameni wurde am 27. November im Rahmen eines Staatsbegräbnisses in Rundu beigesetzt.